# 長尾藩
長尾藩（ながおはん）は、明治維新期の短期間、安房国に存在した藩。1868年に駿河田中藩主本多家が4万石で移封され、1871年の廃藩置県まで存続した。藩庁ははじめ長尾陣屋（現・千葉県南房総市白浜町滝口）に置かれ、のち北条陣屋（現・館山市北条）に移転した。
本記事では廃藩後に設置された長尾県（ながおけん）についても言及する。

## 歴史

### 立藩から廃藩まで
慶応4年（1868年）5月、徳川宗家当主徳川家達は新政府から駿府藩主として認められ、70万石の領主として駿河・遠江に入ることとなった。これに伴い、駿河田中藩4万石の藩主であった本多正訥に対して、7月に新政府より安房国への所替が命じられた。新領地は安房国3郡（安房郡・朝夷郡・平郡）内162ヶ村、上総国天羽郡内15ヶ村の計177ヶ村4万石であった。なお、この領地再編に伴い、本多家が藩祖正重が舟戸藩主となって以来下総国内に有していた約1万石の領地は収公された（舟戸藩および葛飾県印旛県庁跡参照）。
安房への移転にあたり、兵学者である藩士恩田仰岳の選定によって、軍事的な観点から白浜に近い滝口の要害の地に陣屋（長尾陣屋、あるいは長尾城）を建設し、藩庁を置くこととなった。ここに長尾藩が立藩する。
安房国での仮役所は朝夷郡白浜村（南房総市白浜町白浜）の法界寺に置かれた。急な移転命令であったために移転先の準備は整わず、藩主正訥や藩士の多くはしばらくのあいだ藤枝宿の寺院に止宿した。藩士の安房移住が本格化するのは、翌明治2年（1869年）からである。
明治2年（1869年）6月、正訥は版籍奉還を行なって知藩事となる。この年の夏、台風によって建設中の長尾陣屋が倒壊した。長尾への陣屋建設には土地の狭隘さや交通の不便などの面から当初から反対論も強かったが、陣屋倒壊によって恩田仰岳は譴責を受け、反対論が主導権を握った。明治3年（1870年）1月以降、北条村鶴ヶ谷にあった海防陣屋（鶴ヶ谷陣屋、北条陣屋とも）を改修し、新たな藩庁や藩士居住地の建設が進められた。5月には藩知事正訥が北条陣屋に着任、11月には長尾から北条へ藩庁が完全に移転した。
この間の明治2年（1869年）9月、田中藩時代の藩校「日知館」を引き継ぐ藩立学校を白浜村に設置し、北条村と北朝夷村（現・南房総市千倉町北朝夷）に分校を設けた。長尾藩「日知館」では藩士子弟の就学を義務とするとともに、希望する地元住民にも門戸を開いていた。
明治3年（1870年）12月に正訥は隠居し、後を甥の本多正憲が継いだ。

### 長尾県
翌明治4年（1871年）7月、廃藩置県により長尾藩は廃藩となって長尾県となる。同年11月、長尾県は木更津県に編入され、のちに千葉県に組み込まれた。なお、北条陣屋は明治7年（1874年）まで県の出張所として使用された。

## 歴代藩主・知藩事
本多家
旧譜代、4万石
1. 本多正訥（まさもり）〈従五位下、紀伊守〉
2. 本多正憲（まさのり）

1884年（明治17年）の華族令公布に伴い、正憲は子爵に叙せられた。

## 廃藩時点の領地
- 安房国
  - 朝夷郡 - 63村（旧幕府領2村、旗本領4村、前橋藩領17村、敦賀藩領3村、館山藩領2村、安房上総知県事39村【内訳は旧幕府領19村、旗本領9村、前橋藩領14村、岩槻藩領1村、見捨地・除地のみ1村】）
  - 平郡のうち - 43村（旧安房勝山藩領12村、前橋藩領12村、三上藩領5村、館山藩領2村、安房上総知県事14村【内訳は旧幕府領1村、安房勝山藩領7村、船形藩領7村】）
  - 安房郡のうち - 47村（旧前橋藩領16村、三上藩領9村、館山藩領3村、寺社領のみ1村、安房上総知県事19村【内訳は旧幕府領9村、旗本領2村、船形藩領5村、館山藩領3村、寺社領のみ1村】）
- 上総国
  - 天羽郡のうち - 15村（旧旗本領2村、佐貫藩領8村、前橋藩領5村）

なお、いずれも相給が存在するため、村数の合計は一致しない。

## その他
- 本多氏とともにお抱えの瓦職人が安房に移転して瓦の生産を盛んにし、民家への瓦屋根の普及に貢献した[12]。
- 長尾藩の家老を務めた藤田家からは藤田嗣章（陸軍軍医総監）が出ている。嗣章の子である画家藤田嗣治（1886年生まれ）の出生地は東京であるが、出生届は本籍のあった北条村に出されている[13]。